# Narodna stranka (Crna Gora)
Narodna stranka osnovana u Crnoj Gori svibnja 1990.
Početkom 1990-ih igrala važnu ulogu u velikorpskoj politici, posebice u definiranju političke platforme za napad na Dubrovnik.
Čelnik joj je bio dr. Novak Kilibarda, no on je potkraj 1990-ih promijenio osobna stajališta i napustio Narodnu stranku. 
Narodna stranka je sada vanparlamentarna, jer na parlamentarnim izborima 2009. nije priješla cenzus od 3 %.